# 1954 en cyclisme
| Années du cyclisme : 1951 - 1952 - 1953 - 1954 - 1955 - 1956 - 1957    |
| Décennies du cyclisme : 1920 - 1930 - 1940 - 1950 - 1960 - 1970 - 1980 |

Les faits marquants de l'année 1954 en cyclisme.

## Par mois

### Février
14 février : le Français Francis Anastasi gagne le Grand Prix de Nice.
20 février : le Français Marcel Hassenforder gagne la Ronde d'Aix en Provence.
21 février : le Français Francis Anastasi gagne le Grand Prix de Monaco.
28 février : le Français Francis Anastasi gagne le Grand Prix de Saint-Raphaël.
28 février : l'Espagnol Federico Bahamontes gagne la Course de côte du Mont Agel.

### Mars
- 4 mars : l'Italien Fausto Coppi gagne le Circuit de Cagliari en solitaire.
- 7 mars : le Suisse Hugo Koblet gagne Sassari-Cagliari.
- 7 mars : le Belge Leon Van Daele gagne Kuurne-Bruxelles-Kuurne.
- 7 mars : le Belge Edward Peeters gagne le Tour du Limbourg.
- 7 mars : l'Espagnol jésus Martinez gagne Gênes-Nice.
- 14 mars : l'Italien Agostino Coletto gagne Milan-Turin.
- 14 mars : le Belge Karel de Baere gagne le Circuit Het Volk.
- 15 mars : le Belge Raymond Impanis gagne Paris-Nice.
- 18 mars : le Français Raymond Meyzenq gagne le Grand Prix d'Aix-en-Provence. L'épreuve reprendra en 1959.
- 19 mars : le Belge Rik Van Steenbergen remporte la classique Milan-San Remo.
- 21 mars : le Français Gilbert Bauvin gagne le grand prix de Cannes.
- 21 mars : le Français Jean Dotto gagne la course de côte du mont Faron contre la montre pour la troisième année d'affilée.
- 21 mars : le Belge Hilaire Couvreur gagne le Circuit des 11 villes pour la deuxième fois.
- 28 mars : le Suisse Rolf Graf gagne Gand-Wevelgem.
- 28 mars : le Français Roger Hassenforder gagne le Critérium national de la route.
- 28 mars : 1re des 5 manches du championnat d'italie sur route. L'Italien Giuseppe Minardi gagne le Tour de Reggio-Calabre.
- 28 mars : l'Espagnol Miguel Poblet gagne le Trophée Masferrer.

### Avril
- 1er avril : le Français Louison Bobet gagne le Grand Prix de Fréjus. l'épreuve ne reprendra qu'en 1958.
- 4 avril : l'italien Fausto Coppi gagne le Tour de Campanie au sprint devant son compatriote Michele Gismondi.
- 4 avril : le Suisse Eugène Kamber gagne le Tour des 4 Cantons.
- 5 avril : le Belge Raymond Impanis gagne le Tour des Flandres.
- 11 avril : le Belge Raymond Impanis gagne Paris-Roubaix.
- 11 avril : l'Italien Ugo Massoco gagne le Tour de Sicile.
- 11 avril : l'Espagnol Oscar Elgezabal gagne la Subida a Arrate.
- 17 avril : l'Espagnol Miguel Vidauretta gagne le Grand Prix de Navarre.
- 18 avril : 2e manche du championnat d'Italie sur route. L'Italien Fiorenzo Magni gagne le Tour de Toscane pour la deuxième fois.
- 18 avril : le Français Jean Gueguen gagne le Tour du Morbihan.
- 19 avril : le Belge Germain Derijcke gagne " A Travers la Belgique".
- 20 avril : le Français Gilbert Bauvin gagne Paris-Camembert.
- 22 avril : l'Espagnol Andres Trobat gagne le Grand Prix de Pâques.
- 25 avril : le Belge Marcel Hendricks gagne Paris-Bruxelles.
- 25 avril : le Suisse Hugo Koblet gagne le Championnat de Zurich pour la deuxième fois.
- 25 avril : l'Italien Giuliano Michelon gagne le Trophée Matteotti.
- 25 avril : le Français Jean Dotto gagne la Course de côte du Mont Faron en ligne pour la quatrième année d'affilée. l'épreuve n'aura pas lieu en 1955 et reprendra en 1956.

### Mai
- 1er mai : le Belge Richard Van Genechten gagne la Polymultipliée.
- 1er mai : le Belge Gaston de Wachter gagne le Grand Prix Hoboken.
- 2 mai : l'Italien Bruno Monti gagne Rome-Naples-Rome.
- 2 mai : le Néerlandais Wim Van Est gagne le Tour des Pays-Bas pour la deuxième fois.
- 2 mai : le Belge René Mertens gagne la première édition du Grand Prix de la Banque.
- 5 mai : le Belge Jan Zagers gagne la Nokere Koerse.
- 8 mai : le Belge Germain Derijcke gagne la Flèche wallonne après le déclassement pour sprint irrégulier du Suisse Ferdi Kubler. Le Suisse a tassé le Belge sur la bordure du trottoir risquant ainsi de lui provoquer une lourde chute.
- 9 mai : le Luxembourgeois Marcel Ernzer gagne Liège-Bastogne-Liège. Il gagne aussi le Week End Ardennais.
- 9 mai : l'Espagnol Jesus Martinez gagne le Grand Prix du Midi libre.
- 9 mai : l'Italien Nino Defilippis gagne le Tour du Piémont.
- 16 mai : le Français Jean Forestier gagne le Tour de Romandie.
- 16 mai : l'Italien Giuseppe Minardi gagne le Tour de Romagne.
- 16 mai : le Néerlandais Adri Voorting devient champion des Pays-Bas sur route.
- 16 mai : le Belge Maurice Blomme gagne le Circuit des Ardennes Flamandes.
- 16 mai : le Belge André Vlayen gagne le Circuit du Limbourg.
- 17 mai : le Luxembourgeois Jean Pierre Schmitz gagne le Tour de Luxembourg.
- 23 mai : le Français Robert Varnajo gagne les Boucles de la Seine.
- 23 mai : le Belge Maurice Blomme gagne le Circuit Mandel-Lys-Escaut.
- 30 mai : le Belge Henri Van Kerkhove gagne le Tour de Belgique pour la deuxième fois.
- 31 mai : le Belge Albéric Schotte gagne le Tour des 3 Provinces Belge.

### Juin
- 6 juin : l'Espagnol Francisco Alomar gagne le Tour de Majorque. L'épreuve ne sera pas disputée en 1955 et reprendra en 1956.
- 7 juin : le Belge Jan Zagers gagne la Flèche Hesbignonne.
- 7 juin : le Belge Fred de Bruyne gagne le Circuit de Flandre Orientale.
- 8 juin : le Français Jean Bellay gagne le Tour de l'Oise.
- 10 juin : l'Italien Fausto Coppi gagne la 20e étape du Tour d'Italie San martino di Castrozza-Bolzano qui emprunte les cols de Rolle, du Pordoï et de Gardena. Coppi produit son effort au sommet du Pordoï insiste sur les pentes du Gardena et arrive à Bolzano 1 minute et 52 secondes avant son compatriote Giancarlo Astrua et les Suisses Hugo Koblet et Carlo Clerici. L'Italien Fiorenzo Magni règle le sprint du groupe des autres favoris. Au classement général Fausto Coppi remonte à la quatrième place à 31 minutes et 17 secondes de Carlo Clerici.
- 13 juin : le Suisse Carlo Clerici remporte la 37e édition du Tour d'Italie.
- 16 juin : le Belge Valère Ollivier gagne Bruxelles-Ingooigem.
- 20 juin : le Français Nello lauredi gagne le Dauphiné Libéré pour la troisième fois.
- 20 juin : le Français Jacques Dupont gagne le Circuit de l'Indre pour la deuxième fois.
- 20 juin : le Suisse Fritz Schaer gagne le Tour du Nord-Ouest de la Suisse.
- 20 juin : le Belge Jos de Feyter gagne le Circuit de Belgique Centrale.
- 21 juin : le Français Jean Stablinski gagne Paris-Bourges.
- 23 juin : l'Espagnol Bernardo Ruiz gagne le Tour des Asturies.
- 27 juin : 3e manche du championnat d'Italie sur route. L'Italien Nino Defilippis gagne le Tour d'Émilie.
- 27 juin : le Britannique Bernard King devient champion de Grande-Bretagne sur route NCU.
- 27 juin : le Britannique Arthur Ilsley devient champion de Grande-Bretagne sur route BLRC.
- 27 juin : le luxembourgeois Marcel Erzner conserve son titre de champion du Luxembourg sur route.
- 27 juin : le Suisse Ferdi Kubler devient champion de Suisse sur route pour la cinquième fois
- 27 juin : le Belge Rik Van Steenbergen devient champion de Belgique sur route pour la troisième fois.
- 27 juin : le Français Jacques Dupont devient champion de France sur route.
- 27 juin : l'Espagnol Francisco Masip gagne la Vuelta a los Puertos.
- 28 juin : le français Gaby Faille gagne le Tour du Doubs. Ensuite l'épreuve entre en sommeil jusqu'en 1999.
- 29 juin : l'Espagnol Emilio Rodriguez devient champion d'Espagne sur route.

### Juillet
- 4 juillet : l'Italien Giuseppe Calvi gagne Milan-Mantoue. L'épreuve ne reprendra qu'en 1957.
- 7 juillet : comme l'an le Belge Valère Ollivier gagne le Circuit des Monts du Sud-Ouest. C'est sa troisième victoire en tout dans cette épreuve.
- 8 juillet : le Tour de France part d'Amsterdam. C'est la première fois que le Tour prend son départ à l'étranger. Il est octroyé 1 minute minute de bonifications aux vainqueurs d'étape et 30 secondes de bonification à leurs seconds. C'est le Tour de la "Bobet mania" tant la popularité immense du Français fera l'objet d'une adulation du public le long de toutes les étapes. Le Néerlandais Wout Wagtmans gagne la 1ere étape Amsterdam-Brasschaat, 2eme le Français Gilbert Bauvin à 1 seconde, 3eme le Belge Stan Ockers, 4eme le Belge Marcel Hendrickx, 5eme le Français Louison Bobet, tous même temps. Ces hommes font partie d'une échappée de 19 coureurs parmi lesquels le Français Jean Robic 15eme même temps. Le Français André Darrigade heurte un trottoir à 500 mètres de l'arrivée, il ne peut participer au sprint et termine 18eme à 31 secondes. Le Suisse Ferdi Kubler crève et finit 22eme à 9 minutes 4 secondes. Wagtmans prend le premier maillot jaune de l'épreuve.
- 9 juillet : le Français Louison Bobet gagne au sprint la 2eme étape du Tour de France Beveren-Lille, 2eme le Suisse Ferdi Kubler, 3eme le Suisse Hugo Koblet. Ces hommes font partie d'une échappée de 16 coureurs. Le Belge Stan Ockers victime d'une crevaison termine 32eme à 5 minutes 45 secondes. Le peloton est morcelé, signalons pour la compréhension de la suite de la course que l'Espagnol Federico Bahamontes finit 84eme dans un groupe pointant à 8 minutes 12 secondes. Au classement général 1er le Néeralandais Wout Wagtmans, 2eme Bobet à 1 seconde, 3eme le Français Gilbert Bauvin à 31 secondes.
- 10 juillet : le Français Marcel Dussault gagne la 3eme étape du Tour de France Lille-Rouen, 2eme le Français Georges Meunier à 2 secondes, 3eme le Belge Richard Van Genechten, 4eme l'Espagnol Francisco Alomar, tous même temps. Le Français Dominique Forlini 5eme à 1 minute 39 secondes gagne le sprint du peloton. Pas de changement en tête du classement général.
- 11 juillet : le contre la montre par équipe de la 1ere demi-étape de la 4eme étape du Tour de France autour des Essarts est remportée par l'équipe Suisse, 2eme France à 47 secondes, 3eme l'Ouest à 1 minute 44 secondes, 4eme Espagne à 1 minute 53 secondes, 5eme Belgique à 1 minute 56 secondes. L'équipe Néerlandaise déçoit en terminant seulement 7eme à 2 minutes 11 secondes. L'intèrêt de l'étape se réduit à des secondes de bonification mais au classement général, le Français Louison Bobet prend le maillot jaune, 2eme le Néerlandais Wout Wagtmans à 35 secondes, 3eme le Suisse Hugo Koblet à 51 secondes. Le Français Jean Robic grâce à la performance de l'équipe de l'Ouest réalise une bonne entame de Tour puisqu'il est 6eme à 1 minute 26 secondes.
- La 2eme demi-étape Rouen-Caen est remportée par le Néerlandais Wim Van Est, 2eme le Luxembourgeois Charly Gaul, 3eme le Néerlandais Jan Nolten à 3 minutes 46 secondes, 4eme le Français Maurice Quentin, tous même temps, 5eme à 4 minutes 8 secondes, le Français André Darrigade qui remporte le sprint du peloton. Gaul figure pour la première fois en bonne position dans une étape du Tour, il profite d'une côte pour s'échapper, mais il est rejoint et lâché par Van Est.  Pour lui la suite sera moins heureuse puisqu'il abandonnera à la sortie des Pyrénées. Un photographe de presse gène le Français Jean Robic et le fait chuter. Robic abandonne la mort dans l'âme. En tête du classement général, il n'y a pas de changement.
- 12 juillet : le Suisse Ferdi Kubler gagne au sprint la 5eme étape du Tour de France Caen-Saint Brieuc, 2eme le Français Adolphe Deledda, 3eme le Néerlandais Hein Van Brennen, puis leurs 13 compagnons d'échappée tous même temps . Arrivent 2 hommes intercalés et le sprint du peloton est remporté par le Français Dominique Forlini 19eme à 2 minutes 19 secondes. Dans un groupe d'attardés, l'Espagnol Federico Bahamontes finit 81eme à 10 minutes 38 secondes, ceci pour expliquer son attitude dans la suite de l'épreuve. Au classement général, le seul changement notable est produit par Kubler qui remonte à la 6eme place à 6 minutes 2 secondes du Français Louison Bobet maillot jaune. Le second est toujours le Néerlandais Wout Wagtmans à 35 secondes et le Suisse Hugo Koblet reste 3eme à 51 secondes.
- 13 juillet : le Français Dominique Forlini gagne au sprint la 6eme étape du Tour de France Saint-Brieuc-Brest, 2eme le Suisse Hugo Koblet, 3eme le Suisse Ferdi Kubler, 4eme le Suisse Fritz Schaer à 2 secondes. Ces hommes font partie d'une échappée de 11 coureurs parmi lesquels figurent 9eme le Français Louison Bobet à 4 secondes et le Suisse Rolf Graf 11eme à 10 secondes. Bobet ne pouvait pas laisser partir un groupe où prévalaient en nombre les Suisses. Il a colmaté toutes les brèches que créaient ces derniers. Cependant sans le savoir, les Suisses faisaient le jeu de Bobet en faisant exploser le peloton et en éliminant les grimpeurs pour la victoire finale. L'Espagnol Federico Bahamontes 26eme à 6 minutes 46 secondes est définitivement éliminé, ce dernier va donc réduire ses ambitions au Grand Prix de la montagne. Le Néerlandais Wout Wagtmans 39eme à 7 minutes 21 secondes perd sa place de second au classement général, où l'on trouve à présent à la suite de Bobet maillot jaune, Koblet 2eme à 17 secondes, 3eme Schaer à 59 secondes.
- 14 juillet : le Français Jacques Vivier gagne au sprint la 7eme étape du Tour de France Brest-Vannes, 2eme le Français François Mahé, 3eme le Français Dominique Forlini, tous même temps. Le Suisse Ferdi Kubler 4eme à 8 minutes 28 secondes gagne le sprint du peloton. Pas de changement en tête du classement général.
- 15 juillet : le Belge Fred de Bruyne gagne au sprint la 8eme étape du Tour de France Vannes-Angers, 2eme le Néerlandais Wout Wagtmans, 3eme le Français Georges Meunier, puis leurs 9 compagnons d'échappée, tous même temps. Arrivent ensuite 2 coureurs intercalés et le sprint du peloton est remporté par le Français André Darrigade 15eme à 8 minutes 24 secondes. Au classement général, Wagtmans reprend le maillot jaune, 2eme le Français Louison Bobet à 1 minute 2 secondes, 3eme le Suisse Hugo Koblet à 1 minute 19 secondes.
- 16 juillet : le Néerlandais Henk Faanhof gagne au sprint la 9eme étape du Tour de France Angers-Bordeaux, 2eme le Belge Marcel Hendrickx, 3eme le Suisse Rolf Graf, puis leurs 4 compagnons d'échappée, tous même temps. Le Français André Darrigade 8eme à 6 minutes 4 secondes remporte le sprint du peloton. Pas de changement en tête du classement général. Il y a repos le 17 juillet.
- 18 juillet : le Français Gilbert Bauvin gagne la 10eme étape du Tour de France Bordeaux-Bayonne, 2eme le Français Maurice Quentin à 10 secondes, 3eme le Français Jean Stablinski même temps. Après d'autres coureurs intercalés, le Suisse Ferdi Kubler 14eme à 7 minutes 53 secondes remporte le sprint du peloton. Au classement général, 1er le Néerlandais Wout Wagtmans, 2eme Bauvin à 39 secondes, 3eme le Français Louison Bobet à 1 minute 2 secondes, 4eme le Suisse Hugo Koblet à 1 minute 19 secondes.
- 19 juillet : le Belge Stan Ockers gagne la 11eme étape du Tour de France Bayonne-Pau qui emprunte le col d'Aubisque, 2eme le Français Gilbert Bauvin, 3eme le Suisse Ferdi Kubler, 4eme le Français Louison Bobet, 5eme le Suisse Fritz Schaer. Ces hommes font partie d'un groupe de 12 coureurs, où figure le Néerlandais Wout Wagtmans 8eme, tous même temps. Le suisse Hugo Koblet ne fait pas partie de ce groupe, il a chuté et finit 19eme à 1 minute 54 secondes. L'Espagnol Federico Bahamontes se révèle en franchissant en tête le col d'Aubisque, sitôt les points pour le Grand Prix de la montagne pris, il se laisse lâcher par le groupe des favoris. Il explique qu'en Espagne les routes sont en moins bon état que les routes françaises, qui permettent d'atteindre des vitesses vertigineuses pour lui, c'est pourquoi il descend très mal, mais de toutes les façons avec le retard accumulé jusqu'à maintenant au classement général peu importe qu'il arrive seulement 35eme à 6 minutes 40 secondes.  Au classement général : 1er Wagtmans, 2eme Bauvin à 9 secondes, 3eme Bobet à 1 minute 2 secondes, 4eme Schaer à 2 minutes 1 seconde, 5eme Koblet à 3 minutes 1 seconde, 6eme Kubler à 7 minutes.
- 20 juillet : le Français Gilbert Bauvin gagne la 12eme étape du Tour de France Pau-Luchon qui emprunte les cols du Tourmalet, d'Aspin et de Peyresourde, 2eme l'Espagnol Federico Bahamontes, 3eme le Français Jean Malléjac tous même temps, 4eme le Français Louison Bobet à 1 minute 59 secondes, le Suisse Ferdi Kubler est 9eme à 7 minutes 1 seconde, le Suisse Fritz Schaer termine 13eme à 9 minutes, le Suisse Hugo Koblet arrive, à cause des blessures produites par sa chute de la veille, 64eme à 27 minutes. Le Néerlandais Wout Wagtmans finit 44eme à 18 minutes 19 secondes et perd le maillot jaune. La course a débuté par l'accélération de Bahamontes dans le col du Tourmalet qui lui a permis de prendre les points pour le Grand Prix de la montagne. Dans la descente, les Français Bobet, Bauvin et Malléjac n'ont pas de peine à se débarrasser de lui. Les 3 Français passe ensemble le col d'Aspin. Dans l'ascension de Peyresourde, Bahamontes rejoint ce trio et attaque, toujours pour les points du Grand Prix de la montagne. Bobet ne peut pas suivre. Bahamontes surmonte ses peurs dans la descente et parvient à suivre Bauvin et Malléjac. Mais au sprint Bauvin se montre le plus rapide et empoche la minute de bonification.   Au classement général, Bauvin prend le maillot jaune, 2eme Bobet à 3 minutes 52 secondes, 3eme Schaer à 13 minutes 40 secondes, 4eme Kubler à 14 minutes 52 secondes, 5eme Wagtmans à 19 minutes 20 secondes, 6eme Malléjac à 20 minutes 16 secondes. Koblet 13eme à 31 minutes est éliminé pour la victoire finale, il abandonne.
- 20 juillet : le Français Serge Meneghetti gagne le Grand Prix de Fourmies.
- 21 juillet : le Belge Fred de Bruyne gagne au sprint la 13eme étape du Tour de France Luchon-Toulouse, 2eme le Français René Privat, 3eme le Français Jean Stablinski, puis leurs 5 compagnons d'échappée, tous même temps. Le Français André Darrigade 9eme à 5 minutes 2 secondes remporte le sprint du peloton. Pas de changement en tête du classement général.
- 22 juillet : le Suisse Ferdi Kubler gagne la 14e étape du Tour de France Toulouse-Millau qui emprunte entre autres côtes, les cols de la Fontasse et de Montjaux classés 2e catégorie, 2e le Français Louison Bobet, 3e le Belge Stan Ockers. Ces hommes font partie d'une échappée de 23 hommes, dont le Suisse Fritz Schaer 6e, tous même temps. Le Français Gilbert Bauvin victime d'une crevaison dans le col de la Bassine, ne peut rejoindre ce groupe, qui veut se débarrasser de lui, et arrive 27e à 7 minutes 55 secondes. Au classement général, Bobet reprend le maillot jaune, 2e Bauvin à 4 minutes 33 secondes, 3e Schaer à 10 minutes 18 secondes, 4e Kubler à 10 minutes 30 secondes.
- 23 juillet : le Français Dominique Forlini gagne la 15eme étape du Tour de France Millau-Le Puy qui emprunte le Causse de Sauveterre, 2eme le Néerlandais Gerrit Voorting à 2 secondes, 3eme le Belge Stan Ockers à 3 minutes 36 secondes qui remporte le sprint du peloton. Pas de changement en tête du classement général.
- 24 juillet : le Français Jean Forestier gagne au sprint la 16e étape du Tour de France Le Puy-Lyon qui emprunte le col de la République, 2e le Néerlandais Hein Breenen, 3eme le Français Vincent Vitetta, puis leurs 4 compagnons d'échappée, tous même temps. Le Suisse Ferdi Kubler 8eme à 5 minutes 8 secondes, remporte le sprint du peloton. Le Français Gilbert Bauvin termine 48eme à 20 minutes 3 secondes et se retrouve 5e au classement général à 19 minutes 28 secondes du Maillot jaune. Au classement général, le trio de tête devient : 1er le Français Louison Bobet, 2e le Suisse Fritz Schaer à 10 minutes 18 secondes, 3eme Kubler à 10 minutes 30 secondes. Il y a repos le 25 juillet.
- 25 juillet : l'Espagnol Hortensio Vidaurreta gagne le Grand Prix de Villafranca pour la deuxième année d'affilée.
- 26 juillet : le Français Lucien Lazarides gagne la 17eme étape du Tour de France Lyon-Grenoble qui emprunte le col de Romeyère, 2e le Suisse Fritz Schaer à 1 minute 21 secondes, 3e le Suisse Ferdi Kubler à 1 minute 25 secondes, 4e le Belge Stan Ockers, 5e le Français Louison Bobet tous même temps. Cette étape a été rendue célèbre par l'Espagnol Federico Bahamontes qui après avoir franchi en tête le col de Romeyère, s' arrêta et dégusta une glace en attendant les autres coureurs. Il termine l'étape 48e à 11 minutes 30 secondes. Ce comportement fantasque le rend cependant très populaire. Au classement général : 1er Bobet, 2e Schaer à 9 minutes 44 secondes, 3e Kubler à 10 minutes 30 secondes.
- 27 juillet : le Français Louison Bobet gagne en solitaire la 18eme étape du Tour de France Grenoble-Briançon qui emprunte la côte de Laffrey et les cols Bayard et de l'Izoard, 2eme le Suisse Ferdi Kubler à 1 minute 49 secondes, 3eme le Français Louis Bergaud à 3 minutes 12 secondes, 4eme le Néerlandais Wout Wagtmans à 4 minutes 36 secondes, 5eme l'Espagnol Federico Bahamontes à 4 minutes 41 secondes, 6eme le Français Jean Dotto à 5 minutes 20 secondes, 6eme le Français Jean Malléjac à 5 minutes 21 secondes, le Suisse Fritz Schaer termine 11eme à 7 minutes 2 secondes. Bobet marque les esprits en franchissant le col de l' Izoard en tête ceint du maillot jaune. Il a attaqué au pied du col en compagnie de Kubler, Bergaud et de Malléjac, au village d' Arvieux, il lâche ses trois compagnons d'échappée et passe le sommet de l'Izoard avec 55 secondes d'avance sur l'Espagnol Federico Bahamontes qui a rejoint et dépassé Kubler, Bergaud et Malléjac. Dans la descente, Bobet accroit son avance. Au classement général, il possède 12 minutes 49 secondes d'avance sur Kubler 2eme, Schaer est 3eme à 17 minutes 46 secondes, 4eme Malléjac à 23 minutes 15 secondes, 5eme Dotto à 26 minutes 24 secondes.
- 27 juillet : le Belge Roger Decock gagne le Grand Prix de l'Escaut.
- 28 juillet : le Français Jean Dotto gagne en solitaire la 19eme étape du Tour de France Briançon-Aix les Bains qui emprunte les cols du Galibier, du Télégraphe, de Marocaz, des Prés et du Plainpalais, 2eme l'Espagnol Bernardo Ruiz à 3 minutes 55 secondes, 3eme l'Espagnol Francisco Alomar à 7 minutes 59 secondes, 4eme à 8 minutes 2 secondes le Suisse Ferdi Kubler qui remporte le sprint du groupe des favoris. Au sommet du Galibier l'Espagnol Federico Bahamontes passe en tête suivi de Dotto. Assuré de remporter le Grand Prix de la montagne, l'Espagnol n'insiste pas. Dotto au contraire se jette dans une échappée solitaire qu'il mène par delà le massif des Bauges. Dotto se révèle comme un grand grimpeur. Au classement général, le Français Louison Bobet avec 12 minutes 49 secondes d'avance sur Kubler deuxième, sauf incident, a gagné le Tour, Dotto devient 3e à 17 minutes 22 secondes, 4e le Suisse Fritz Schaer à 17 minutes 46 secondes.
- 29 juillet : le Français Lucien Teisseire gagne au sprint la 20eme étape du Tour de France Aix les Bains-Besançon qui emprunte le col de la Faucille, 2e le Néerlandais Hein Van Breenen, 3e le Belge Richard Van Genechten tous même temps, trois coureurs suivent et le Suisse Ferdi Kubler 7e à 27 secondes remporte le sprint du peloton. Pas de changement en tête du classement général.
- 30 juillet : la 1ere demi-étape de la 21e étape du Tour de France Besançon-Epinal est remportée par le Français François Mahé, 2eme le Belge Marcel Hendrickx à 2 secondes, 3eme le Français André Darrigade même temps, suivent 5 coureurs et le Belge Stan Ockers 9eme à 15 minutes 13 secondes remporte le sprint du peloton. Pas de changement en tête du classement général.
- Le contre la montre de la 2eme demi-étape de la 21eme étape du Tour de France Epinal-Nancy est remporté par le Français Louison Bobet, 2eme le Suisse Ferdi Kubler à 2 minutes 30 secondes, 3eme le Suisse Fritz Schaer à 3 minutes, le Français Jean Dotto est 21eme à 9 minutes 59 secondes. Les suiveurs s'intéressent à la prestation de l'Espagnol Federico Bahamontes, certes grimpeur hors pair, pour savoir quel est son niveau en contre la montre. L'espagnol arrive 16eme à 9 minutes 11 secondes, devant le Belge Fred de Bruyne 17eme à 9 minutes 34 secondes. Bahamontes, s'il s'assagit est un candidat à la victoire dans le Tour de France. Au classement général Bobet est incontestablement le plus fort, il devance Kubler 2eme de 15 minutes 49 secondes et Schaer de 21 minutes 46 secondes.
- 31 juillet : le Belge Fred de Bruyne gagne, au sprint devant son compagnon d'échappée, la 22eme étape du Tour de France Nancy-Troyes, 2eme le Suisse Emilio Croci-Torti, 3eme le Français Adolphe Deledda à 21 secondes, d'autres coureurs sont intercalés et le Français Louison Bobet 12eme à 39 secondes remporte le sprint du peloton. Pas de changement en tête du classement général..

### Août
- 1er août : le Français Robert Varnajo remporte au sprint la 23eme étape du Tour de France Troyes-Paris, 2eme le Belge Fred de Bruyne, 3eme le Néerlandais Henk Faanhof, d'autres coureurs sont intercalés et le Français Raymond Hoorelbeke 7eme à 1 minute 17 secondes remporte le sprint du peloton. Le Français Louison Bobet gagne le deuxième de ses trois Tours de France, 2eme le Suisse Ferdi Kubler à 15 minutes 49 secondes, 3eme le Suisse Fritz Schaer à 21 minutes 46 secondes. Kubler remporte le classement par points symbolisé par le maillot vert. L'espagnol Federico Bahamontes remporte le Grand Prix de la montagne qui n'a pas de maillot distinctif.
- 1er aout : l'Allemand Hermann Schild devient champion de RFA sur route.
- 1er août : l'Italien Giorgio Albani gagne le Tour des Apennins pour la deuxième fois.
- 5 août : le Français Louison Bobet gagne le Bol d'Or des Monedières.
- 8 août : l'Italien Giorgio Albani gagne les Trois vallées varésines.
- 14 août : l'Italien Pasquale Fornara gagne le Tour de Suisse pour la deuxième fois.
- 17 août : le Belge Gilbert Desmet gagne le Grand Prix de Zottegem.
- 22 août : aux championnats du monde sur route à Solingen en Allemagne de l'Ouest, Louison Bobet gagne le titre des professionnels, devant le Suisse Fritz Schaer  et le Luxembourgeois Charly Gaul. Le Belge Emiel Van Cauter remporte la course des amateurs, devant le Danois Hans Andresen et le Néerlandais Martin van den Borgh.
- 27-29 août : championnats du monde de cyclisme sur piste à Cologne (R F A). Le Britannique Reginald Harris est champion du monde de vitesse professionnelle pour la quatrième fois. Le Britannique Cyril Peacock est champion du monde de vitesse amateur. L'Italien Guido Messina est champion du monde de poursuite professionnelle. L'Italien Léandro Faggin est champion du monde de poursuite amateur.
- 28 août : l'Espagnol Antonio Barrutia gagne le Grand Prix de LLodio pour la deuxième année d'affilée.
- 29 août : l'Italien Fiorenzo Magni gagne Milan-Modène.
- 29 août : l'Italien Sante Ranucci gagne le Grand prix de Camaiore.
- 31 août : le Belge Stan Ockers gagne la Coupe Sels.

### Septembre
- 5 septembre : l'Italien Giuseppe Marcoccin gagne le Tour d'Ombrie.
- 5 septembre : le Luxembourgeois Jean Pierre Schmitz gagne la Poly Lyonnaise.
- 5 septembre : le Belge André Vlayen gagne la Flèche Anversoise.
- 7 septembre : le Belge Stan Ockers gagne le Grand Prix de Brasschaat.
- 7 septembre : le Français Fernand Picot gagne le Circuit des Boucles de l'Aulne.
- 9 septembre : le Français Bernard Gauthier gagne Bordeaux-Paris pour la deuxième fois. L'épreuve ne sera pas disputée en 1955 et reprendra en 1956.
- 9 septembre : l'Italien Danilo Barozzi gagne le Grand Prix de Prato.
- 12 septembre : l'Italien Walter serena gagne le Tour de Catalogne.
- 12 septembre : 4e manche du championnat d'Italie sur route. L'Italien Angelo Conterno gagne le Tour du Latium.
- 16 septembre : le Belge Albéric Schotte gagne le Circuit des Flandres pour la deuxième fois.
- 16 septembre : le Français Emile Marsy gagne le Grand Prix d'Orchies.
- 19 septembre : le Français Jacques Anquetil gagne le Grand Prix des Nations pour la deuxième fois d'affilée.
- 19 septembre : l'Italien Luciano Maggini gagne le Tour de Vénétie pour la deuxième fois.
- 19 septembre : le Belge Jo Planckaert gagne le Grand Prix d'Isbergues.
- 25 septembre : le Belge Alfons Vandebrande gagne le Circuit des Régions Flamandes.
- 30 septembre : le Belge Lucien Victor gagne le Circuit du Houtland.

### Octobre
- 3 octobre : l'Espagnol Salvador Botella gagne le Tour du Levant.
- 9 octobre : l'Italien Rino Benedetti gagne la Coupe Sabatini.
- 10 octobre : le Français Gilbert Scodeller gagne Paris-Tours.
- 10 octobre : l'Espagnol Francisco Alomar gagne le tour d'Aragon.
- 12 octobre : le Belge Jan Bogaert gagne le Grand Prix de Clôture.
- 17 octobre : 5e manche du championnat d'Italie sur route. l'Italien Fausto Coppi gagne le Trophée Bernocchi. À l'issue de la course l'Italien Fiorenzo Magni est pour la deuxième fois consécutive et pour la troisième fois en tout champion d'Italie sur route.
- 24 octobre : le Français Jacques Anquetil gagne le Grand prix de Lugano pour la deuxième année d'affilée.
- 27 octobre : l'Italien Aldo Moser gagne la Coppa Agostoni.
- 31 octobre : l'Italien Fausto Coppi gagne le Tour de Lombardie pour la cinquième fois, cette fois ci bien que son échappée soit reprise il s'impose au sprint devant son compatriote Fiorenzo Magni. Le Suisse Ferdi Kubler remporte le challenge Desgranges-Colombo pour la troisième fois.

### Novembre
- 1er novembre : la paire italienne Fausto Coppi-Riccardo Filippi gagne le trophée Baracchi pour la deuxième fois d'affilée.

## Principales naissances
- 17 janvier : Pierre Bazzo, cycliste français.
- 18 janvier : Bernard Vallet, cycliste français.
- 23 janvier : Claudio Torelli, cycliste italien.
- 23 février : Eddy Vanhaerens, cycliste belge.
- 1er mai : Gery Verlinden, cycliste belge.
- 10 mai : Anatoli Tchoukanov, cycliste soviétique.
- 15 juin : Rudy Pevenage, cycliste belge.
- 25 août : Gilbert Duclos-Lassalle, cycliste français.
- 10 septembre :
  - Bruno Wolfer, cycliste suisse.
  - Marc Gomez, cycliste français.
- 12 septembre : Vicente Belda, cycliste espagnol.
- 6 octobre : Jo Maas, cycliste néerlandais.
- 9 octobre :
  - René Bittinger, cycliste français.
  - Daniel Gisiger, cycliste suisse.
- 9 novembre : Dietrich Thurau, cycliste allemand.
- 14 novembre : Bernard Hinault, cycliste français.
- 8 décembre : Frits Pirard, cycliste néerlandais.
- 11 décembre : Alan van Heerden, cycliste sud-africain. († 15 décembre 2009).
- 13 décembre : Hans-Henrik Ørsted, cycliste danois.
- 22 décembre : Aavo Pikkuus, cycliste soviétique
- 26 décembre : Riccardo Magrini, cycliste italien.

## Principaux décès
- 18 avril : Denis Verschueren, cycliste belge. (° 11 février 1897).
- 23 avril : Marcel Huot, cycliste français. (° 9 septembre 1896).
- 18 juin : Adelin Benoît, cycliste belge. (° 12 mai 1900).
- 27 juin : Giovanni Rossignoli, cycliste italien. (° 3 décembre 1882).